# Albert Behaim
Albert Behaim (auch lateinisch Albertus Bohemus genannt; * um 1190/1195 (in der älteren Literatur: um 1180); † wohl 1260) war ein Passauer Kanoniker, Domdekan und Gesandter des Papstes. Bekannt geworden ist er als fanatischer Gegner Kaiser Friedrichs II.

## Leben
Albert Behaim wurde wahrscheinlich in Böhaming (bei Schaufling) geboren. Er stammte aus einer Passauer Ministerialenfamilie.
Vielleicht 1212 wurde Albert Kanoniker in Passau, später auch Archidiakon von Lorch. 1237 oder 1238 sandte ihn Papst Gregor IX. als Agitator nach Bayern, offizieller päpstlicher Legat war er wahrscheinlich nicht. Obwohl er fliehen musste, wurde er 1239 erneut nach Bayern geschickt, um dort gegen den Kaiser zu agitieren. 1240 exkommunizierte der päpstliche Beauftragte den kaisertreuen Erzbischof von Salzburg. Wieder musste er fliehen, nun nach Lyon zu Papst Innozenz IV. 1245 wurde er zum Domdekan von Passau ernannt, aber 1247 war er zum dritten Mal zur Flucht gezwungen. 1250 erreichte er nach einem ersten, vergeblichen Versuch die Einsetzung eines papsttreuen Bischofs in Passau.
Sein im Original erhaltenes Brief- und Memorialbuch auf Papier, die älteste Papierhandschrift in einer deutschen Bibliothek (Clm 2574b), verwahrt die Bayerische Staatsbibliothek; von einem zweiten Band sind nur Exzerpte von Johannes Aventin vorhanden. Während das Brief- und Memorialbuch seit 2000 in einer mustergültigen Neuausgabe von Thomas Frenz und Peter Herde vorliegt, ist man für die Aventin'schen Exzerpte nach wie vor auf die alte unzuverlässige Ausgabe von Constantin von Höfler 1849 angewiesen bzw. auf die von Höfler nachgedruckte Erstausgabe von Andreas Felix von Oefele 1763.

## Ausgaben
- Thomas Frenz, Peter Herde: Das Brief- und Memorialbuch des Albert Behaim (= Monumenta Germaniae Historica. Epistolae. Briefe des späteren Mittelalters, 1). München 2000, ISBN 3-88612-091-0 (Digitalisat).